# Czarnków (stacja kolejowa)
Czarnków – czynna w ruchu towarowym stacja kolejowa w Czarnkowie, w województwie wielkopolskim, w Polsce. Stacja została otwarta w 1897 roku. W 1989 roku na odcinku od Czarnkowa do Piły Głównej został zawieszony ruch pasażerski. W 1993 roku ruch pasażerski został zawieszony od Bzowa Goraju do Czarnkowa.

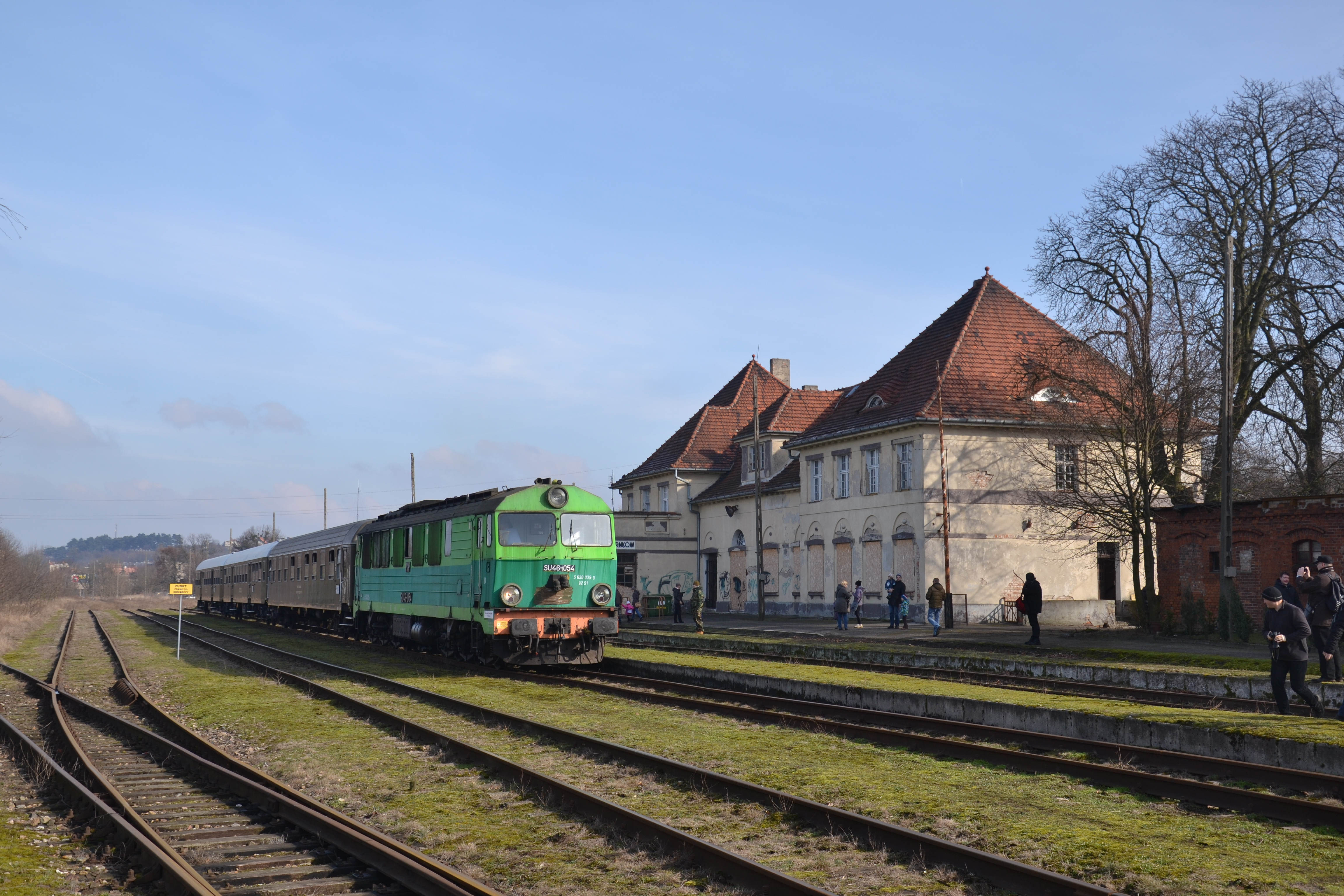
SU46-054 z pociągiem turystycznym w Czarnkowie